# Orlando Gibbons
Orlando Gibbons (Oxford, 25 dicembre 1583 – Canterbury, 5 giugno 1625) è stato un compositore e organista inglese.

## Biografia e opere
Tra il 1596 e il 1598 cantò nel coro del King's College, all'Università di Cambridge; si diplomò in musica nel 1606. Giacomo I lo nominò Gentleman of the Chapel Royal, dove lavorò come organista almeno dal 1615 fino alla sua morte. Morì a Canterbury, di apoplessia,  dove si era recato per le nozze di Carlo II d'Inghilterra, per il quale aveva composto la musica celebrativa,. e nella Cattedrale di Canterbury fu costruito un monumento in suo onore.
Fu uno dei più versatili compositori inglesi del suo tempo: scrisse un gran numero di opere per tastiera, circa trenta fantasie per viola, una varietà di madrigali (dei quali il più conosciuto è The Silver Swan) e molti inni. Quindi compose lavori per virginale, come le allemande, le pavane, le gagliarde, preludi, etc., oltre ad una serie di composizioni sacre.
La sua musica si caratterizzò per l'allentamento della struttura astratta dei brani polifonici, per dare spazio a più libere ed ariose espressioni musicali. Ma i risultati più significativi l'artista li raggiunse con le composizioni vocali, affini al corale luterano, ma formalmente derivati dal mottetto cattolico.
Il pianista Glenn Gould, nell'articolo Glenn Gould interviews himself about Beethoven (pubblicato in Italia da Adelphi nel volume L'ala del turbine intelligente), rivelò che Gibbons era il suo compositore preferito. 
Alcune delle sue composizioni sono raccolte nel Fitzwilliam Virginal Book.